# Pterocheilus nigricaudus
Pterocheilus nigricaudus är en stekelart som beskrevs av Richard Mitchell Bohart 1940. Pterocheilus nigricaudus ingår i släktet palpgetingar, och familjen Eumenidae. Inga underarter finns listade i Catalogue of Life.